# 鹿目まどか
鹿目 まどか（かなめ まどか）は、テレビアニメ『魔法少女まどか☆マギカ』に登場する架空の人物。まどか☆マギカの外伝漫画・『魔法少女まどか☆マギカ [魔獣編]』『魔法少女おりこ☆マギカ』、『魔法少女まどか☆マギカ 〜The different story〜』にも登場する。
声優は各作品共通で悠木碧（英語版はクリスティーン・マリー・カバノス）が担当する。『マギアレコード 魔法少女まどか☆マギカ外伝』の舞台版では丹生明里（けやき坂46〈現・日向坂46〉）が演じる。

## 役柄
見滝原中学校2年生。家族構成は母の詢子、父の知久、弟のタツヤの4人で、同じクラスの美樹さやかと志筑仁美とは友人関係にある。本編時間軸では魔法少女としては途方もない素質を持っており、執拗にキュゥべえから契約を迫られることになる。
魔女化した際には救済の魔女に変化する。
一人称は「わたし」。
ほむらは「ほむらちゃん」、さやかは「さやかちゃん」、マミは「マミさん」、杏子は「杏子ちゃん」と呼ぶ。

### 魔法少女まどか☆マギカ
物語の主人公。当初は一見華やかではある魔法少女に夢を見ていたものの、巴マミの死やソウルジェムの真実に直面するたびに苦悩し、魔法少女としての契約に踏み出せない自分の臆病さに迷いながらも、「当事者になれない傍観者」という立場で他の魔法少女に関わっていく。
第10話で暁美ほむらの回想として描かれた物語開始以前における時間軸の世界では既に魔法少女として活躍しており、ほむらが魔法少女の世界に足を踏み入れ、戦い続けるきっかけとなる。
最終的には自身の真の願いを見出し、「希望を抱くこと自体が間違いであるはずがない」という信念の元、魔法少女の悲劇を終わらせるためにキュゥべえとの契約を決意。彼女の非凡な素質は、元から彼女自身に備わっていたものではなく、ほむらが繰り返した時間遡行の副作用に由来することが終盤で明かされるが、最終的にはその力が物語を決着へと導く。具体的には、「まどかを救うための時間遡行」を行い続けた結果あらゆる因果がまどかを中心とするようになり、「まどかがいるからこそこの世界が存在する」という因果関係となったことで、まどかは神にも等しい存在となる。本編での魔法少女への変身は一度きりで、そのまま変身を解いて戻ることなく概念的な存在へと昇華している。概念となる際、事態の顛末を見届けていたほむらにリボンを託すと共に、自分の選択を後悔していないことを語っている。
再構成された世界においては、力尽きた魔法少女を別の次元へと導く存在、「円環の理」として、魔法少女たちの間で語り継がれる存在となる。鹿目まどかという人物は、最初からこの世に存在しなかったことになったが、時間遡行を繰り返し、ことの一部始終を見届けてきたほむらはまどかのことを記憶しており、母の詢子や弟のタツヤもおぼろげながらもまどかの存在を認識しているかのように描かれている。

#### [新編]叛逆の物語
［新編］叛逆の物語では、鹿目まどかが概念となった後の世界が描かれる。また、「円環の理」の詳細についても描写されている。
円環の理
上記のように、鹿目まどかが、過去・現在・未来から別の時間軸の宇宙に至るまでの「全ての魔女を生まれる前に消し去りたい」と願ってキュゥべえと契約したことで、因果律が書き換えられて成立した概念。魔力を使い果たした、あるいは、限界まで穢れをため込んだ魔法少女を浄化し、この世から消滅させる力・現象とされている。そのため、この世に魔女は存在しなくなる。
その正体は、概念となった鹿目まどかを中核とする、無数の救済された魔法少女の魂（魔女の魂）の集合体（一種の集合精神）であることが、[新編]叛逆の物語で判明する。まどかが概念となるときに「みんないつまでも私と一緒だよ」と語っていた通り、まどかによって浄化・救済された魔法少女の魂もまた「円環の理」となり、時にはまどかの補佐役となって救済活動を手伝う。このことが、[新編]叛逆の物語で重要な意味を持つことになる。
本作品では、くるみ割りの魔女に捏造された空間にいるまどか、「円環の理」としてのまどか、「円環の理」から引き裂かれたまどかの、三種の状態が登場する。
捏造された空間とは、くるみ割りの魔女（魔女化寸前のほむら）のソウルジェムの中に築かれた世界・すなわち「魔女の結界」である。そこには偽りの見滝原が築かれており、外からやってきた魔法少女たちは記憶が改竄され、街に毎夜出現する敵・ナイトメアを退治しながら理想的な学校生活を送っていた。こうした状態は「円環の理」を観測し、利用しようと考えたインキュベーターの実験の影響で発生した出来事であった。
結界世界では、まどかも「円環の理」としての記憶を持たない通常の魔法少女となっている。これは、インキュベーターにとって想定外の事態で、彼らはその原因を、ほむらの結界による記憶操作の影響と推測している。また実際に、結界世界のまどかは、結界の主であるほむらに記憶を改変されている。
だが実は、まどかが「円環の理」としての記憶を持っていなかったのは、「円環の理」がほむらの結界世界へ潜入する段階で、あらかじめ自身の「記憶」と「力」を、同じ「円環の理」である（すでにまどかによって導かれていた）美樹さやかと百江なぎさに預けていたためであった。結界の影響とインキュベーターの注意がまどかに向いている裏で、さやかとなぎさは「円環の理」として秘かに活動することができた。こうして「円環の理」としてのまどかは、さやかとなぎさの助力を得て、インキュベーターの企みを阻止することに成功する。この時まどかは実戦において、左右どちらの射型でも弓を射る事ができる描写がある。
その後、「円環の理」としての記憶と力が戻ったまどかが、ほむらを導こうと天から訪れる。だがこの時、ほむらが「円環の理」の力の一部をもぎ取り、因果律を再構成させるという予想外の行動を起こす。その結果、「円環の理」から「人間としての鹿目まどかの記憶」が強引に引きはがされることになる。こうして再び因果律が書き換えられた世界では、「円環の理」は力尽きた魔法少女を導く存在として存続する一方で、引きはがされた「人間としての鹿目まどかの記憶」の部分は“三年ぶりにアメリカから帰国してきた転校生”として学校生活を送ることとなる。
だが、引き裂かれたまどかから「円環の理」としての記憶が完全になくなったわけではなく、ほむらに引率されて校内の案内をされる際に、自分には何か大切な使命があったはずだと思い出しそうになる（この際にまどかが変身しかかり、再度の世界改変が起こりそうな描写がある）も、かろうじて抱きついたほむらに抑えられる。その際にほむらから投げかけられた「欲望と秩序では、どちらが大事と思うか」との問いに、まどかは戸惑いながらも「ルールを勝手に破るのはよくない」と答える。それに対してほむらからは、「私はいずれあなたの敵になるかもしれないが、それでも構わない」との言葉と共に、かつて因果律が構成された際にまどかがほむらに託したリボンを返されている。

### 魔法少女おりこ☆マギカ
外伝漫画のおりこ☆マギカでは魔法少女の存在を終盤に知るようになるが、まどかの魔女化および契約を阻止しようとする美国織莉子の策略によってキュゥべえとは接触していない。
終盤で織莉子たちと佐倉杏子たちとの戦闘に巻き込まれ、その際織莉子の最期の攻撃が直撃、魔法少女でも回復することができない致命傷を負って死亡する。

### 魔法少女まどか☆マギカ〜The different story〜
アニメのスピンオフ作品であり、巴マミを主人公に据えた漫画『The different story』においては、アニメ本編同様、当初はマミのために魔法少女になろうとしていたが、さやかが先に魔法少女になったため、「確かな願いを見つけたい」という理由で契約することを保留にしていた。その後さやかが仁美と恭介の問題を抱え、マミとコンビを解消し、苦悩しているのを見るに見かね、恭介本人にさやかの願いを打ち明けるが、その行動は返ってさやかを魔女化させる原因となる。
最終話では、暁美ほむらの提案を受け入れてワルプルギスの夜と戦うか否かを迷っていたマミに、契約を思い留めようとする彼女の制止を振り切り、マミに「普通の女の子に戻ってほしい」と告げる。そして魔女化の真実を知らないまま「さやかの蘇生」を願ってキュゥべえと契約して魔法少女となる。劇中において、マミに戦うことを求めなかったのはまどかだけであった。

### 魔法少女まどか☆マギカ[魔獣編]
本作では円環の理と化している為、出番はほぼ無いが、代わりに彼女に化けた魔獣（正体はほむらの中のまどか像、通称マドカ）が登場する。マドカは他の変異魔獣と異なり、自分が魔獣である事を最初から明かしたり、自我を持っていたり、魔法少女姿に変身しても本物と瓜二つで、テレパシーを使えば会話可能だったり、友好的なふりをしつつ精神攻撃でほむらを絶望させたり、魔法少女を大物魔獣から守ったりなど、他の変異魔獣に比べるとイレギュラーな存在である。マドカの一人称はオリジナル同様、「わたし」。
マドカは5話終盤で登場（人影としては4話で登場）したまどかそっくりの人型の魔獣であり、ゲダツ魔獣がほむらの魔力（正確には魔力の出所はほむらでは無く、円環の理と化したまどかが集約した呪い）を奪った際、なぜか消化し切れず、ほむらの感情エネルギーはゲダツ魔獣を次第に本来の魔獣とは違う性質のものに姿を変えていった。マドカ達、ノーマル魔獣もエネルギーの消化を手伝ったけれど、やがて溢れすぎた感情エネルギーに飲み込まれる事態になってしまった。その後、マドカやサヤカ、キョウコ、「マミ」など人間の形を取った魔獣が生まれるようになった。
マドカはその後マミと共闘し、最終話でマドカの体が壊れた事で、ほむらの魔力の一部であり、「まどかへの想いの結晶」である「I」がほむらの中に返還された。その後はまどかの干渉により時間が巻き戻され、今回の事件による記憶はキュゥべえ以外の人物からは失われた。

### マギアレコード 魔法少女まどか☆マギカ外伝
行方不明となったマミを探すためにほむらと共に神浜市に向かい、そこで出会った環いろはたちと情報を共有するようになる。さやかの頼みで再び神浜市を訪れた際に、マミが「マギウスの翼」の一員となったことや魔法少女の真実を知り、ショックを受けながらもほむらやさやかと解決策を模索し始める。見滝原市内にてアリナ・グレイによって結界に閉じ込められ、杏子の助力で脱出した後は再び神浜市に向かい、ウワサを剥がされ正気に戻ったマミと合流。ホテル・フェントホープの崩壊後は、マギウスによって神浜市に召喚されたワルプルギスの夜と戦う。
テレビアニメ版では出番が一部省略されている。キレーションランドにてウワサに憑依されたマミと交戦し、最終的にさやかとのコネクトでウワサを剥がしマミの救出に成功する。魔女誘導装置のウワサの撃破後、ワルプルギスの夜を迎撃するために見滝原市に戻る。その後はワルプルギスの夜と戦闘を図るが、その決着については描写されていない。なお、それとは別に円環の理がいろはと共に書物を閉じ、本作品に幕を下ろした。

### 魔法少女まどか☆マギカ Scene0
概ね原作アニメと同じ活躍。
Film2ではさやか、杏子、マミの死後、ワルプルギスの夜との決戦が迫り、ほむらから魔力の温存を進言されてもなお人々を守る事を優先した。
Film4ではほむらから魔女の真相を聞かされ、お菓子の魔女を絶望から解放すべくキュゥべえと契約し、魔女の元であるなぎさが誕生。ほむらとまばゆと共になぎさを救うべく行動を共にするも、なぎさは魔女の時にマミを殺し更にマミの仇を取ろうとした杏子も殺した事で罪悪感に苛まれる。まばゆからの提案でほむらと共になぎさに想いをぶつけ、まばゆがなぎさの悪夢を切り取った事でなぎさは救済される。
ワルプルギスの夜に敗北すると、次の周回にループしようとするまばゆとほむらに想いを託した。

## キャラクター設計
イメージカラーおよびソウルジェムの色はピンクで、桃色の髪をリボンで左右2つに結ったデザインをしている。最初の企画会議では、メインヒロインは明るく理想主義の少女として想定されており、脚本の虚淵がキャラクター原案の蒼樹うめに指定したイメージカラーは白であった。虚淵はまどかを書くに当たって蒼樹の作風に寄せたと述べており、蒼樹のキャラクター原案が出来上がるまでは『ひだまりスケッチ』の主人公・ゆのを想定して、キャラクターイメージを膨らませた。イメージカラーの指定は蒼樹がキャラクター原案を起こす段階でその色を忘れ、ピンクへと変わった。
変身時の服はまどか自身が夢を膨らませてデザインしたという設定が反映されており、他の魔法少女のデザインと異なりフリルやリボンをあしらいかわいらしさが強調された白と桃色を基調とした姿となっている。また、テレビアニメでは最終話に1度きりの変身をした後に、白と桜色をベースとした衣装へ変化しており、髪も長くなり、瞳の色は金色に変わっている。この形態は「無限の時空を転戦して超進化を遂げた究極形態」であると説明されており、脚本のト書きでは「ハイパーアルティメットまどか」と呼称されていたが、BD/DVD第6巻初回限定版の特典ブックレットおよび他の商品展開では「アルティメットまどか」と呼称されている。
アニメでまどか役を演じた声優の悠木碧はまどかのテーマについて、マミの死亡する第3話以降に泣かない回はないことから「痛みで人は成長する」と捉えていたとしている。

## 特色
物語が始まる当初のまどかは、平凡な中学二年生の少女であり、声優の悠木によれば自分に自信がなく自分の個を模索している状態にある。
母親が外で働き父親が主夫を担当するという家庭環境が設定されているが、これはまどかが男女の役割にとらわれない環境で育ち、女性でありながらヒロイズムを自然に受け入れる下地として位置づけられている。当初は遊び心的な発想であったというが、最終的にはまどかと、まどかを支える「強い母親」との関係性は劇中において重要な位置を占め、第11話のハイライトにもなった。まどかは本編に登場する魔法少女の中では他人に依存する傾向のない人物でもあり、声優の悠木碧はまどかが主人公である理由は自ら答えを出せるからだとしている。また、唯一家族との描写がある魔法少女であることからもあり、他人からの愛され方を知っているキャラクターだとほむら役の斎藤千和は述べている。
第10話で描かれたほむらが魔法少女になる前の時間軸にて、魔法少女として活躍しているまどかは本編の時間軸と異なり、強気な性格の少女として描かれている。監督の新房や脚本を書いた虚淵によれば、魔法少女となったことでコンプレックスを克服して自信をつけたということであり、まどか役を演じた悠木は、自分を過信して少々調子に乗っていると語っている。
テレビアニメ最終話においてまどかは世界を再構成し、概念的存在と化しており、これはまどかが自分の役割をみつけ、義務を果たしたのだと評されていたが、劇場版[新編]叛逆の物語の公開に際して、新房は「概念と化すことまでは想定していなかったかもしれない」と述べており、概念となったまどかは「悟りを開いているように見えるが、戸惑いもどこかにあるのではないか」と述べている。

## 現実での反響
作品タイトルで「魔法少女」とされている主人公ながら、物語上の焦点は彼女がどのような動機で魔法少女となるのかという点や、そもそも戦うべきなのか否かという選択に置かれ、本編の時間軸では最終回まで変身しないという展開は視聴者から驚きをもって受け止められた。
作品の放映後にはフィギュアでの展開も行われ、販売を担当するグッドスマイルカンパニー内での2011年のランキングにおいてはねんどろいどが3位、figmaが7位、制服ヴァージョンのねんどろいどが23位に入り、2012年には1/8スケールのアルティメットまどかが年間1位となる販売数を記録した。